# ГАЗ-2332 CityVan
ГАЗ-2332 «CityVan» — опытный образец концептуального автомобиля Горьковского автомобильного завода, впервые показанный на Московском автосалоне в 2006 году. Представляет собой двухместный пикап с полезной нагрузкой 800 кг, относящийся к классу лёгких коммерческих машин полной массой до 2,3 т. По разным [каким?] причинам серийное производство данной модели так и не началось.

## Конструкция
Кузов опытного образца был изготовлен из стеклопластика, установлен на стальной платформе. Пол фургона покрыт алюминиевым настилом, полезный объём фургона составляет 3,8 м³. Запасное колесо размещено под днищем грузового отсека.
Часть узлов и агрегатов автомобиля унифицирована с выпускавшимися на тот момент моделями ГАЗа:
- «Волга» — бесшкворневая передняя подвеска, рулевой привод, тормоза, карданная передача, задний мост и система выпуска
- «Газель» — коробка передач, сиденья, топливный бак
- «Соболь» — рессорная задняя подвеска.

Представленный образец был оснащён двигателем Chrysler 2.4 (137 л. с.), при этом автозавод в дальнейшем также предусматривал установку ЗМЗ-4062 и дизельного двигателя ГАЗ-5602 «Штайр».
На базе новой модели предполагались различные модификации: семиместный минивэн, такси, почтовый фургон, скорая помощь, социальный автомобиль и др.

## Технические характеристики
- Внутренние размеры фургона:
  - Длина/Ширина/Высота — (min) — 1890/1230/1310
  - Длина/Ширина/Высота — (max) — 2010/1528/1360
- Шины, размерность — 205/70R15 или 215/70R16